# Yvonne Maria Schäfer
Yvonne Maria Schäfer  är skådespelerska, född 1978 i Frankfurt am Main, Tyskland. 

## Biografi

### Karriär
Som ung började Schäfer arbeta som fotomodell. Senare fick hon jobb inom branschen och arbetade bland annat i Europa, Asien och USA. Hennes karriär breddades och hon sågs snart i olika musikvideor och TV-serier, bland annat S.O.S. Barracuda, där hon spelad flickvän till Hanns Zischler.Hon har även sjungit i bakgrunden till Joe Cocker och Vanessa Mae.

## Filmografi (urval)
- Chaostage, (2008)
- Ein Fall für Zwei - Schmutzige Hände, TV (2007)
- Hans im Glück, TV (2007)
- Auf den Spuren des Hans im Glück, TV (2006)
- Alarm für Cobra 11 - Die Autobahnpolizei - Der Kommissar, TV (2004)
- Hai-Alarm auf Mallorca, TV (2004)
- Beauty Queen - Das zweite Gesicht, TV (2004)
- S.O.S. Barracuda - Auftrag: Mord!, TV (2002)
- S.O.S. Barracuda - Der Mädchenjäger, TV (2001)